# پیر میشل
پیر میشل (فرانسوی: Pierre Michel‎؛ زادهٔ ۱۶ نوامبر ۱۹۲۹) دوچرخه‌سوار اهل فرانسه است.